# RIZIN 平成最後のやれんのか!
『Cygames presents RIZIN 平成最後のやれんのか！』（サイゲームス・プレゼンツ・ライジン・へいせいさいごのやれんのか！）は、日本の総合格闘技団体「RIZIN」の大会の一つ。
2018年12月31日に埼玉県さいたま市さいたまスーパーアリーナで開催された。

## 概要
同日の午後から同会場のさいたまスーパーアリーナで開催されるRIZIN.14の午前中を使って開催され、平成最後の大晦日は、一日中格闘技がさいたまスーパーアリーナで行われる形となった。

## 対戦カード
第1試合 RIZINチャレンジルール（グラウンドでの頭部への蹴り禁止） 女子MMA 49.25kg契約ワンマッチ 5分2R
○  あい vs.  川村虹花 ×
1R 3:01 TKO（レフェリーストップ：グラウンドパンチ）
第2試合 キックボクシングルール 92.0kg契約ワンマッチ 3分3R
○  内田雄大 vs.  小西拓槙 ×
3R終了 判定3-0
第3試合 キックボクシングルール 64.0kg契約ワンマッチ 3分3R
○  白鳥大珠 vs.  ウザ強ヨシヤ ×
3R 1:43 KO（右飛び膝蹴り）
第4試合 MMAルール 61.0kg契約ワンマッチ（肘あり） 5分3R
×  ムン・ジェフン vs.  朝倉海 ○
3R終了 判定0-3
第5試合 女子MMAルール 57.5kg契約ワンマッチ（肘あり） 5分3R
○  渡辺華奈 vs.  杉山しずか ×
1R 0:11 KO（右ストレート）
第6試合 MMAルール 68.0kg契約ワンマッチ（肘あり） 5分3R
×  リオン武 vs.  朝倉未来 ○
2R 2:39 TKO（レフェリーストップ：グラウンドパンチ）
第7試合 MMAルール 70.0kg契約ワンマッチ（肘あり） 5分3R
×  川尻達也 vs.  北岡悟 ○
3R終了 判定1-2